# Renate Rössing

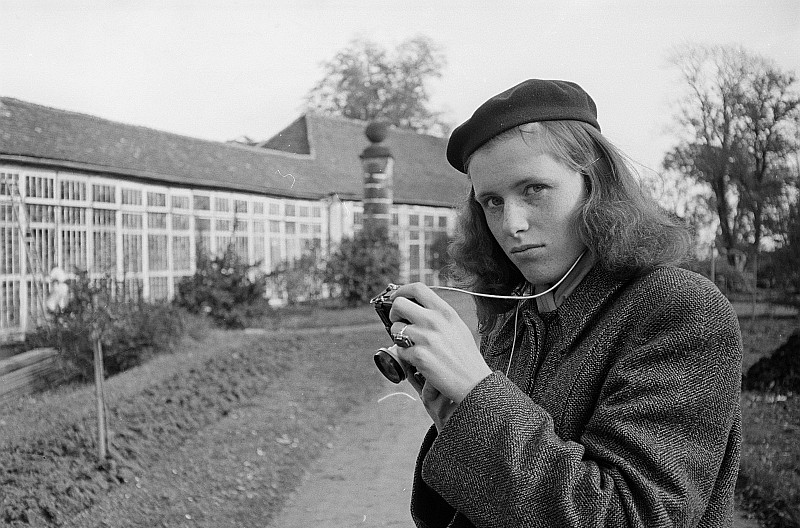
Renate Rössing (1950)

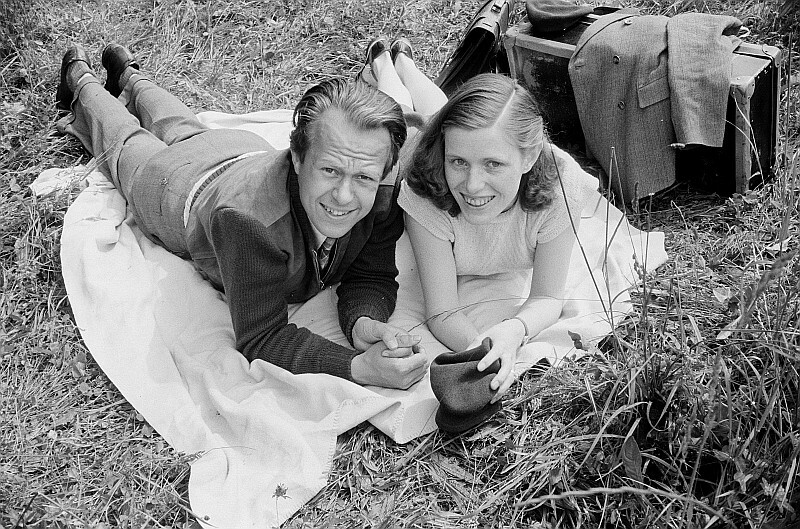
Renate und Roger Rössing (1952)

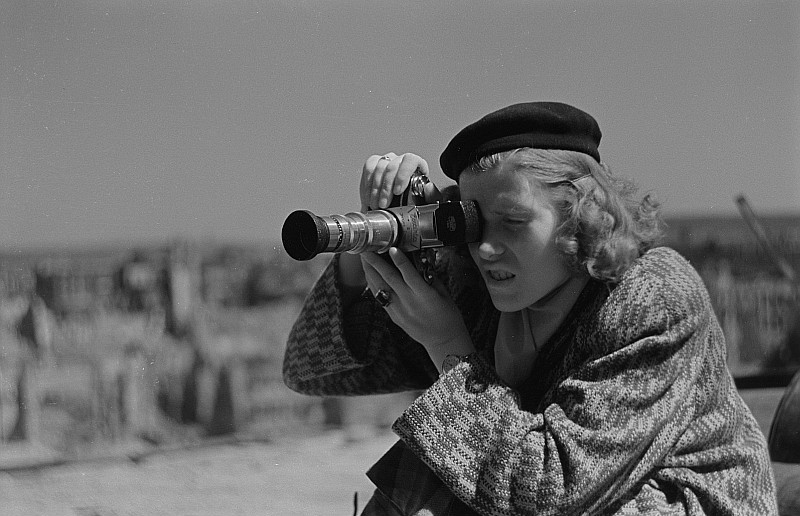
Renate Rössing bei der Arbeit (1950)

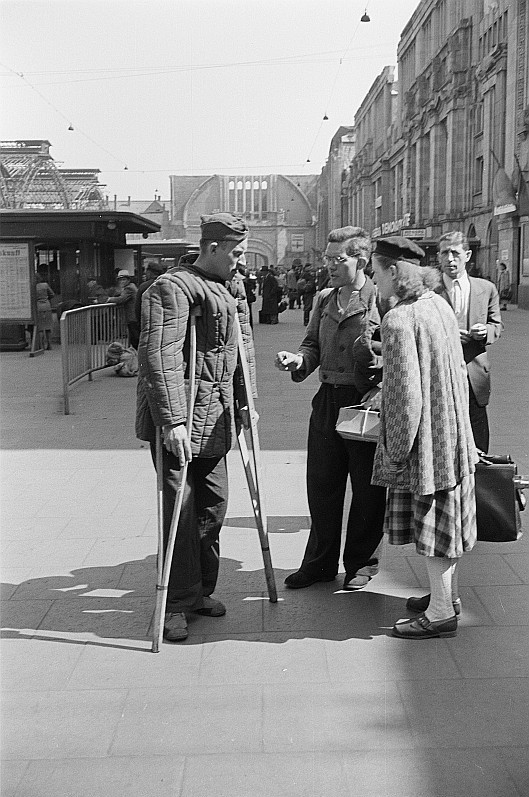
Kriegsheimkehrer im Gespräch mit Renate Rössing, Leipzig 1950, Foto von Roger Rössing

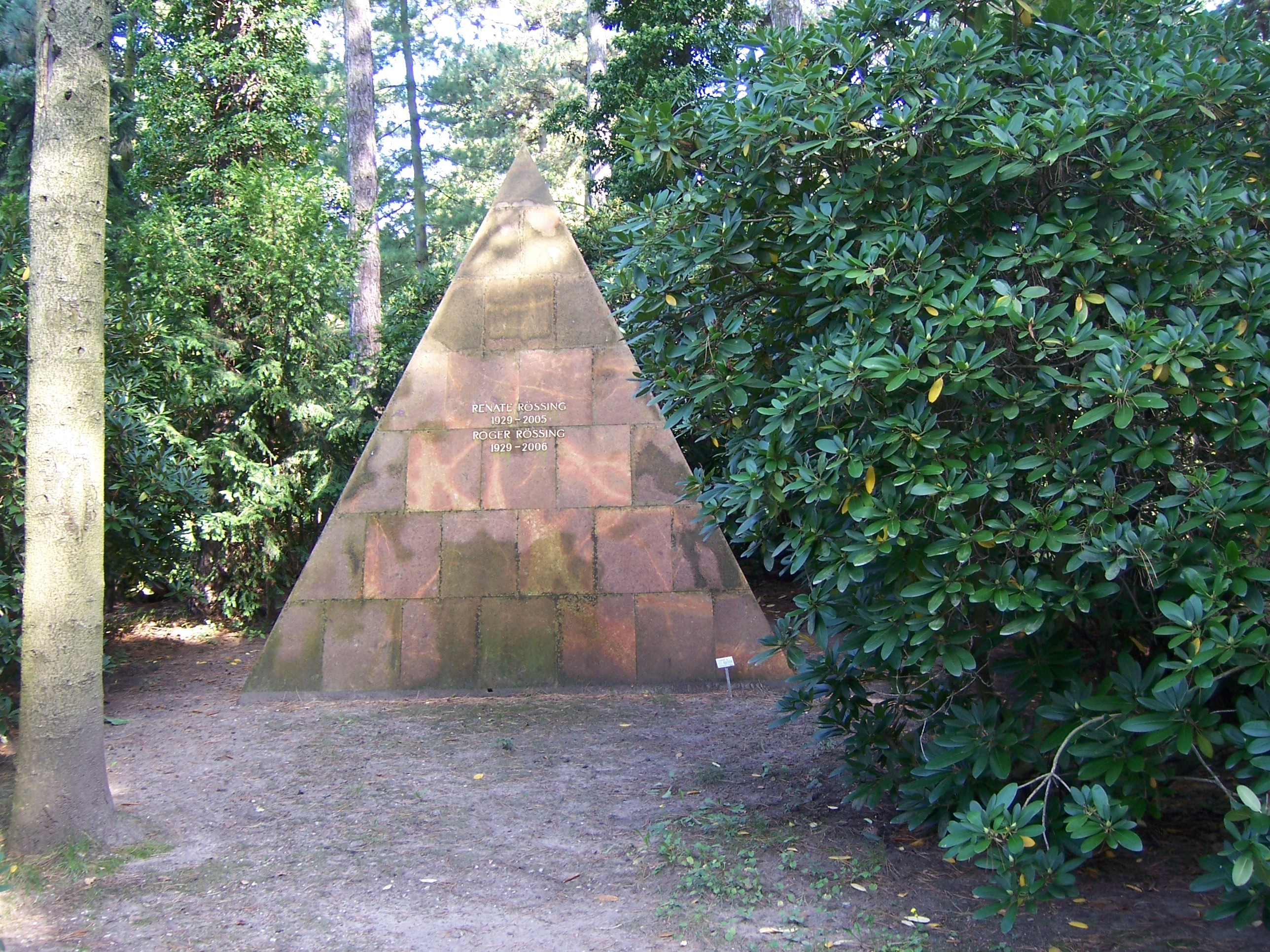
Grabstätte Renate und Roger Rössing auf dem Südfriedhof in Leipzig

Renate Rössing, auch Renate Rössing-Winkler (geborene Winkler; * 15. April 1929 in Dresden; † 11. Juli 2005 in Leipzig) war eine deutsche Reportage- und Landschaftsfotografin.

## Leben
Zwischen 1948 und 1951 besuchte Renate Rössing die Fotografik-Klassen der Hochschule für Grafik und Buchkunst in Leipzig bei Johannes Widmann. Der Schwerpunkt ihrer Ausbildung lag auf Werbe- und Reportageaufnahmen. Während des Studiums lernte sie Roger Rössing kennen, den sie später heiratete. 
Das Ehepaar arbeitete über einen Zeitraum von 55 Jahren gemeinsam an Reportagen – vor allem über Leipzig und Dresden, aber auch über Städte, Menschen und Landschaften Rumäniens, Bulgariens und Ungarns, sowie über Asien und Afrika. Anfangs entstanden vor allem Reportageaufnahmen für Zeitungen, später war sie, zusammen mit ihrem Mann, die Autorin von etwa 90 Bildbänden. 
Renate Rössing zählt ebenso wie Roger Rössing zu den wichtigsten Fotografen Ostdeutschlands. Um diese Zeitzeugenaussage von wichtigen Fotografen zu erhalten, hat die Kulturstiftung des Bundes den Nachlass des Ehepaares in die Deutsche Fotothek der Sächsischen Landesbibliothek Dresden (SLUB) übernommen.

## Werke von Roger und Renate Rössing
- Menschen in der Stadt. Fotografien 1946–1989. Lehmstedt, Leipzig 2006, ISBN 3-937146-32-6.
- Rössings Sammelsurium. Texte zur Erinnerung an Renate Rössing (1929–2005). Connewitzer Verlagsbuchhandlung, Leipzig 2005, ISBN 3-937799-19-2.
- Leipzig in den Fünfzigern. Kiepenheuer, Leipzig 2003, ISBN 3-378-01063-0.
- Parkansichten. Bilder aus historischen Parkanlagen zwischen Eisenach und Cottbus. Brockhaus, Leipzig 1991, ISBN 3-325-00269-2.
- Leipzig in Farbe. Brockhaus, Leipzig 1984, ISBN 3-7972-0109-5.